# باول كونينغهام (طباخ)
باول كونينغهام (بالإنجليزية: Paul Cunningham)‏ هو طباخ بريطاني، ولد في 1969 في أورسيت ‏ في المملكة المتحدة.

## وصلات خارجية
- الموقع الرسمي